# Saint-Germain-de-Marencennes
Saint-Germain-de-Marencennes – miejscowość i gmina we Francji, w regionie Nowa Akwitania, w departamencie Charente-Maritime.
Według danych na rok 1990 gminę zamieszkiwało 1079 osób, a gęstość zaludnienia wynosiła 66 osób/km² (wśród 1467 gmin regionu Poitou-Charentes Saint-Germain-de-Marencennes plasuje się na 279. miejscu pod względem liczby ludności, natomiast pod względem powierzchni na miejscu 525.).